# La Fatura

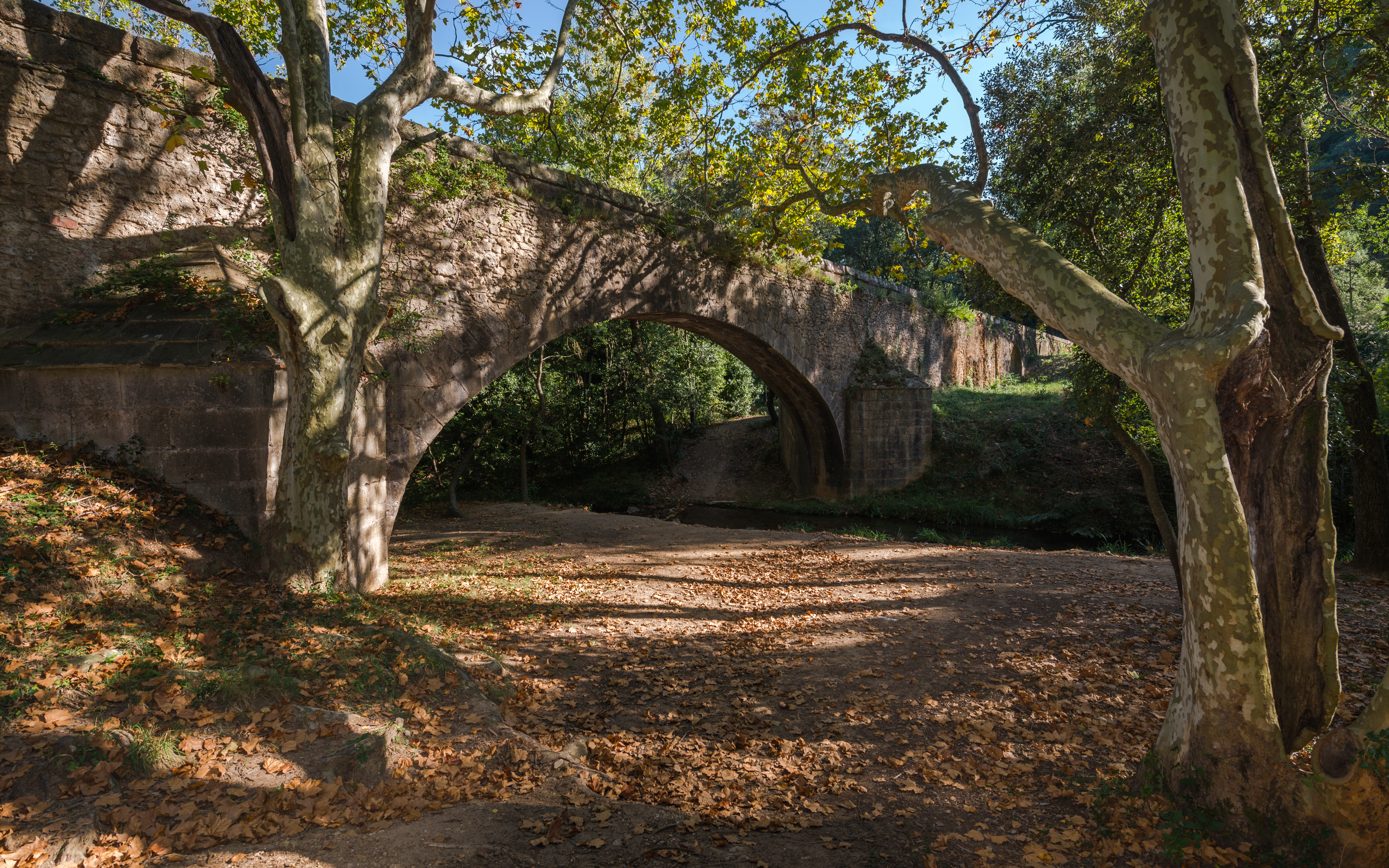

La Fatura (en francès Villeneuvette) és un municipi occità del Llenguadoc, a la regió d'Occitània i al departament de l'Erau.